# Avoca, New York
Avoca är en kommun i Steuben County i delstaten New York, USA.